# Fritz Gschnitzer
Fritz Gschnitzer (* 6. Januar 1929 in Innsbruck; † 27. November 2008 in Neckargemünd) war ein österreichischer Althistoriker.

Fritz Gschnitzer entstammte einer Tiroler Gelehrtenfamilie. Sein Vater war der Jurist Franz Gschnitzer, sein Bruder der Chirurg Franz Gschnitzer.
Er studierte ab 1947 Altertumswissenschaften, Altorientalistik und Indogermanistik in Innsbruck, wo er 1951 bei Franz Hampl mit dem Thema Die Gemeinden Vorderasiens zur Achaimenidenzeit promoviert wurde und sich 1957 mit der Arbeit Abhängige Orte im griechischen Altertum habilitierte. Von 1955 bis 1962 war er Universitätsdozent am Sprachwissenschaftlichen Institut der Universität Innsbruck. 1962 wurde er ordentlicher Professor für Alte Geschichte an der Ruprecht-Karls-Universität Heidelberg; den Lehrstuhl hatte er bis zu seiner Emeritierung 1997 inne. Das Verhältnis zu seinem langjährigen Kollegen Géza Alföldy, der seit 1975 den zweiten althistorischen Lehrstuhl bekleidete, war dabei notorisch schwierig und konfliktbehaftet. Zu seinen akademischen Schülern in Heidelberg gehörten Wolfgang Blösel, Angelos Chaniotis, Thomas Corsten, Hilmar Klinkott und Tassilo Schmitt.
Gschnitzer war Ordentliches Mitglied der Heidelberger Akademie der Wissenschaften. Er beschäftigte sich schwerpunktmäßig mit der griechischen Verfassungs- und Sozialgeschichte, der mykenischen Philologie und der Geschichte des alten Orients sowie griechischer Onomastik und Epigraphik, wozu ihn außergewöhnliche sprachwissenschaftliche Kenntnisse befähigten. Internationale Anerkennung verschafften ihn seine Arbeiten zur griechischen Staatskunde, dem griechischen Recht, der Homer-Forschung und der Terminologie der Sklaverei. Seine Griechische Sozialgeschichte. Von der mykenischen bis zum Ausgang der klassischen Zeit gehört zu den bekanntesten Werken. Es ist einzige Abhandlung zu diesem Thema, welche die griechische Gesellschaftsgeschichte bereits im zweiten Jahrtausend vor Christus beginnen lässt. Die Darstellung erschien in italienischer und spanischer Übersetzung. Im Jahr 2013 wurde das Werk in einer zweiten von Angelos Chaniotis und Catherine Trümp besorgten Auflage veröffentlicht. Bis zu seinem Tod hat Gschnitzer mit Unterstützung von Catherine Trümpy an einer Darstellung des mykenischen Griechenland gearbeitet.

## Schriften (Auswahl)
- Abhängige Orte im griechischen Altertum. Beck, München 1958.
- Gemeinde und Herrschaft. Von den Grundformen griechischer Staatsordnung (= Österreichische Akademie der Wissenschaften. Philosophisch-Historische Klasse. Sitzungsberichte. Band 235, 3). Böhlau, Wien, 1960.
- Studien zur griechischen Terminologie der Sklaverei. 2 Bände. (In Kommission bei) Steiner, Wiesbaden 1964 und 1976.
  - Band 1: Grundzüge des vorhellenistischen Sprachgebrauchs (= Abhandlungen der geistes- und sozialwissenschaftlichen Klasse der Akademie der Wissenschaften und der Literatur in Mainz. Jahrgang 1963, Nr. 13).
  - Band 2: Untersuchungen zur älteren, insbesondere homerischen Sklaventerminologie (= Forschungen zur antiken Sklaverei. Band 7).
- Die sieben Perser und das Königtum des Dareios. Ein Beitrag zur Achamenidengeschichte und zur Herodotanalyse (= Sitzungsberichte der Heidelberger Akademie der Wissenschaften. Philosophisch-historische Klasse. Jahrgang 1977, Nr. 3). Universitätsverlag C. Winter, Heidelberg 1977.
- Griechische Sozialgeschichte. Von der mykenischen bis zum Ausgang der klassischen Zeit. Steiner, Wiesbaden 1981, ISBN 3-515-03552-4 (auch italienische und spanische Übersetzung).
- Kleine Schriften zum griechischen und römischen Altertum. 2 Bände. Steiner, Stuttgart 2001 und 2003, ISBN 3-515-07805-3, ISBN 3-515-08037-6.